# Gilberto Moraes Júnior
Gilberto Moraes Júnior (Campinas, São Paulo, Brasil, 7 de març de 1993), conegut simplement com a Gilberto, és un futbolista brasiler. Juga de defensa i el seu equip és el SL Benfica de la Primeira Lliga de Portugal.

## Trajectòria
Gilberto va debutar professionalment amb el Botafogo la temporada 2011.
El 26 de desembre de 2019 es va confirmar el traspàs de Gilberto al Fluminense FC des de l'ACF Fiorentina.
El 8 d'agost de 2020 es va fer oficial la seva tornada al futbol europeu després de fitxar pel SL Benfica per cinc temporades.

## Internacional
Amb la selección de Brasil sub-22 va obtenir la medalla de bronze en el torneig masculí de futbol dels Jocs Panamericans de 2015.